# Кастелелче (Кампобасо)
Кастелелче је насеље у Италији у округу Кампобасо, региону Молизе.
Према процени из 2011. у насељу је живело 16 становника. Насеље се налази на надморској висини од 281 м.